# Machico
Machico es una ciudad fundada como villa por Tristão Vaz Teixeira en la isla de Madeira (Portugal), cuya población es de 21 747 habitantes (2001).

## Geografía
|                | Norte: Océano Atlántico |                           |
| Oeste: Santana |                         | Este: Océano Atlántico    |
|                | Sur: Santa Cruz         | Sureste: Océano Atlántico |

### Organización territorial
Las 5 parroquias de Machivo incluyen:
| Parroquia              | Población | Área               | Densidad  | Altitud            | Localización                            |
| ---------------------- | --------- | ------------------ | --------- | ------------------ | --------------------------------------- |
| Água de Pena           | 1759      | 5,08 km²/508 ha    | 346,3/km² | 122 m              | 32,7 (32°42') N 16,7667 (16°46') W      |
| Caniçal                | 3893      | 11,46 km²/1 146 ha | 339,7/km² | Atlantischer Ozean | 32,733 (32°44') N 16,733 (16°44') W     |
| Machico                | 11 947    | 17,41 km²/1 741 ha | 686,2/km² | 122 m              | 32,7 (32°42') N 16,7667 (16°46') W      |
| Porto da Cruz          | 2793      | 25,13 km²/2 513 ha | 111,1/km² | 224 m              | 32,7667 (32°46') N 16,833 (16°50') W    |
| Santo António da Serra | 1355      | 8,65 km²/865 ha    | 156,6/km² | 678 m              | 32,71667 (32°43') N 16,81667 (16°49') W |